# Maurice Arreckx
Maurice Arreckx, né le 13 décembre 1917 à Saint-Junien (Haute-Vienne) et mort le 21 mars 2001 à Toulon (Var), est un homme politique français. 
Il est notamment maire de Toulon de 1959 à 1985, ainsi que député, sénateur et président du conseil général du Var.
Son image est entachée par ses relations avec des figures du grand banditisme et ses condamnations dans des affaires de corruption.

## Détail des mandats
- Député UDF du Var de 1978 à 1981 et d'avril à octobre 1986
- Sénateur UDF du Var de 1986 à 1995
- Président du conseil général du Var de 1985 à 1994
- Maire de Toulon de 1959 à 1985

Il négocie un accord avec le Front national pour le second tour des élections législatives de 1988. En échange du retrait d’un candidat de droite dans la circonscription de la députée Yann Piat, le FN varois retire tous ses candidats qualifiés pour le second tour.
Il inaugure en 1980 un monument aux « martyrs de l’Algérie française ». Celui-ci, qui mesure six mètres de large sur deux mètres de haut, est l’un des plus importants monuments honorant le colonialisme français.
Il est battu aux cantonales en 1994 par Éliane de La Brosse (FN) et ne se représente pas aux sénatoriales de 1995.

## Relations avec le «milieu» et financement politique
Maurice Arreckx a confirmé l'alibi de Jean-Louis Fargette, bandit varois spécialisé dans l'extorsion de fonds, en 1971 dans une affaire de falsification de chèque. Le truand a créé le Comité d'action municipal et a organisé des meetings en l'honneur du maire pour sa réélection. Placé par Arreckx à la tête d’une officine électorale, Fargette a notamment pour responsabilité d’assurer la sécurité des meetings de l'UDF. Bien que fiché au grand banditisme, il prononce le discours de bienvenue au Premier ministre Raymond Barre lorsque celui-ci se rendit à Toulon pour soutenir les candidats UDF en 1978.
Les journalistes Simon Fontvieille et Jean-Baptiste Malet relèvent qu'« ensemble, l’élu et le truand règnent sur Toulon durant plus de deux décennies. Ils bouleversent la physionomie de la ville en faisant construire d’immenses verrues de béton et tissent des réseaux d’allégeance clientélistes. »
Le « parrain politique du Var » est éclaboussé par l'assassinat de Yann Piat, en 1994 : dans une lettre posthume, la députée a accusé de sa mort le président du conseil général mais également son bras droit, Joseph Sercia, et Jean-Louis Fargette .
L'affaire Yann Piat a mis au jour des affaires de financement illégal de partis politiques. Ainsi, Maurice Arreckx esr reconnu coupable d'avoir reçu un pot de vin d'un million de francs pour la construction de la Maison des technologies à Toulon. Il est incarcéré à la prison des Baumettes à Marseille en août 1994, après la levée de son immunité parlementaire le 28 juillet 1994.
Le 18 novembre 1997, la cour d'appel d'Aix-en-Provence reconnait Maurice Arreckx coupable d'avoir reçu quelque 2 millions de francs d'une filiale de la Générale des eaux contre l'attribution du chantier de la Maison des technologies de Toulon. Elle le condamne à quatre ans de prison, dont deux avec sursis, et un million de francs d'amende et cinq ans de privation de droits civiques pour complicité et recel d'abus de confiance. Il bénéficie, en août 1998, d'une libération conditionnelle pour raisons de santé. Avant sa mort, il est à nouveau condamné à trois ans de prison ferme et à 4 millions de francs d’amende pour des marchés publics truqués entre 1982 et 1994.
Le 2 juin 2000, Maurice Arreckx est condamné par le tribunal correctionnel de Toulon à trois ans de prison ferme et 4 millions de francs d'amende pour recel d'abus de biens sociaux et recel d'abus de confiance dans l'attribution d'importants marchés publics entre 1982 et 1994.
Il est enterré au cimetière central de Toulon auprès de ses parents, puis de son épouse en 2011.

## Vie privée
Maurice Arreckx épouse Jeannette Correard le 14 février 1938 à la basilique Saint-Germain de Toulon.
Il adopte et élève cinq enfants. Il est catholique pratiquant.